# جواو مينديز (لاعب كرة قدم، مواليد 2005)
جواو مينديس دي أسيس موريرا (من مواليد 25 فبراير 2005) هو لاعب كرة قدم برازيلي يلعب في مركز الهجوم.